# Steve Blame

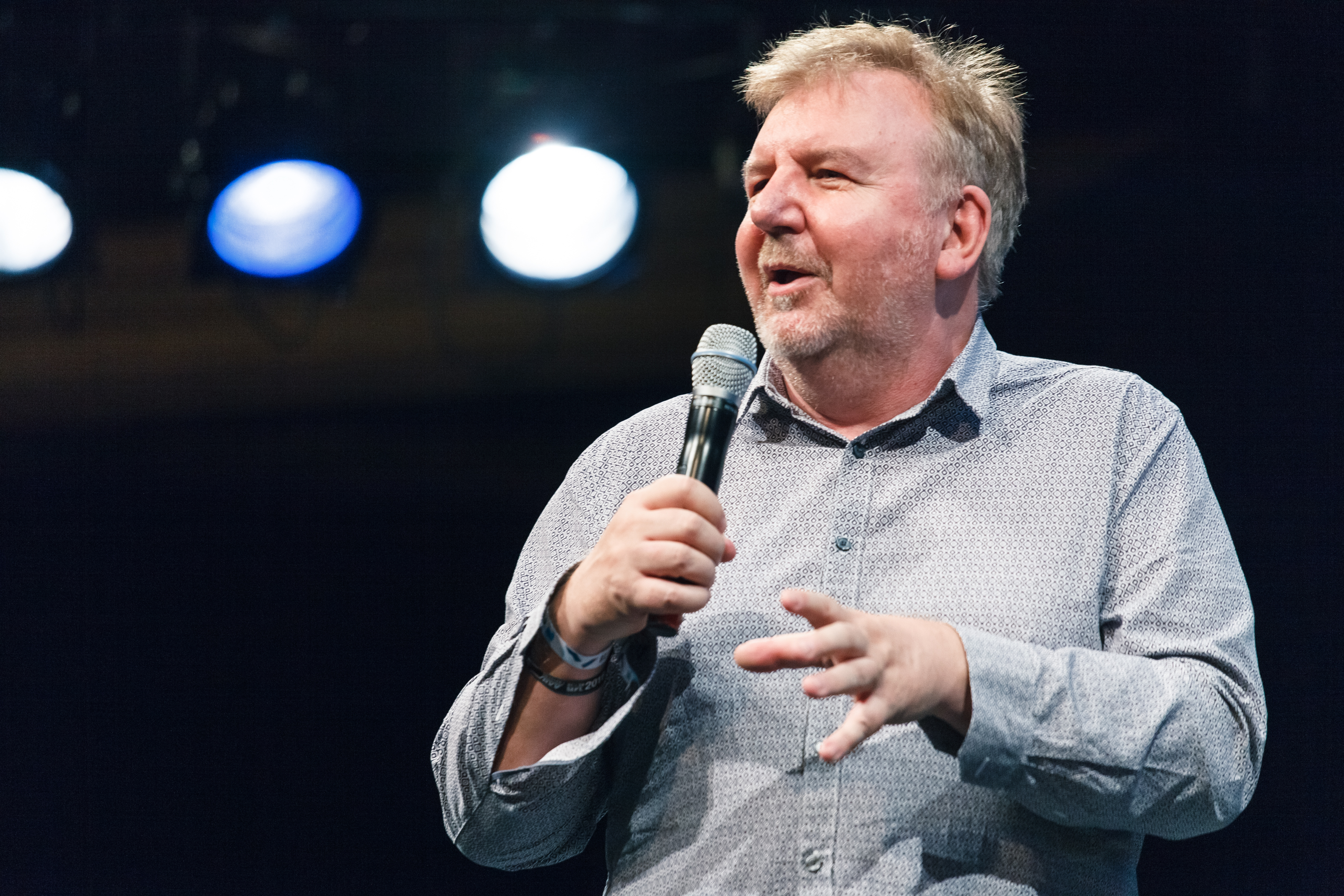
Steve Blame, 2016

Steve Blame (Chelmsford, 1959) is een Britse voormalig nieuwslezer en presentator van de muziekzender MTV Europe van 1987 tot midden jaren 90. Later hielp hij mee met het opzetten van de Duitstalige muziekzender Viva 2. Tijdens zijn MTV-jaren interviewde hij met regelmaat beroemdheden als Madonna en Paul McCartney.
Blame voltooide in 1980 een master in wis- en natuurkunde aan de universiteit van Exeter.
Hoewel Blame naar eigen zeggen niet kon zingen, maakte hij in 1993 met La Camilla een Eurohouse-nummer met de titel "Give Me Your Love (Je T'aime)".